# FC Excelsior Kessel
FC Excelsior Kessel is een Belgische voetbalclub uit Kessel. De club is aangesloten bij de KBVB met stamnummer 7918 en heeft zwart en wit als kleuren. De club speelde in haar bestaan altijd in de provinciale reeksen.

## Geschiedenis
De club ontstond in 1970 in Kessel, waar als sinds de jaren 40 Kessel FC was aangesloten bij de Belgische Voetbalbond. De nieuwe ploeg speelde aanvankelijke slechts enkele vriendenwedstrijden tegen naburige caféploegjes. In 1972 kreeg de club haar huidige naam, werd een terrein aan de Vredestraat gehuurd en sloot men zich aan bij het Kempisch verbond van Vriendenclubs. Men werd er in het eerste competitieseizoen, 1972/73, meteen kampioen. In 1973 besloot men de overstap te maken naar de Belgische Voetbalbond. De aansluiting werd er aanvaard op 12 maart en de club kreeg stamnummer 7918 toegekend. FC Excelsior Kessel ging er in 1973/74 van start op het laagste niveau, Vierde Provinciale, op een nieuw terrein aan de Elzestraat.
In 1980 werd de club er al een eerste maal kampioen in Vierde Klasse. Kessel zakte weer, maar werd er in 1985 nogmaals kampioen. In de tweede helft van de jaren 80 kende de club een goede periode. In 1986/87 promoveerde men immers naar Tweede Provinciale en in 1991 haalde men de finale van de Beker van Antwerpen.
Eind jaren 90 en begin 21ste eeuw zakte de club weer weg in de provinciale reeksen en zakte er zelfs soms weg naar Vierde Provinciale. In 2011 diende de club haar ontslag in bij de Belgische Voetbalbond. Kort daarna werd een nieuwe club opgericht, Zwart Wit Eendracht Kessel.